# Andira cujabensis
Andira cujabensis é uma espécie de planta do gênero Andira, família das Leguminosae, encontrada na América do Sul, mais especificamente, no território do Brasil.
Suas folhas são compostas com 2 a 5 pares de folíolos. A face abaxial é pilosa, enquanto a adaxial é glabra, apresentando nervuras secundárias eucamptódromas ou broquidódromas e nervura central canaliculada na face superior. Suas inflorescências, axilares ou terminais, possuem indumento marrom-avermelhado. As flores apresentam cálice piloso com indumento marrom-avermelhado, pétalas brancas e ovário piloso. O fruto tem exocarpo verde ou marrom, mesocarpo lenhoso ou granular e geralmente contém 1 ou 2 sementes com sutura indistinta ou sulcada.